# Europaparlamentsvalet i Grekland 1981
Europaparlamentsvalet 1981 hölls den 18 oktober 1981 i Europeiska gemenskapernas (EG) nya medlemsstat, Grekland. Sedan 1 januari 1981 hade landet representerats i Europaparlamentet av ledamöter som utsetts av det egna nationella parlamentet.
Valet inföll samtidigt som Greklands nationella parlamentsval. Valdeltagandet var betydligt högre än i Europaparlamentsvalet 1979. Ungefär 78,6 % av valmanskåren röstade om de 24 mandat som Grekland tilldelats sedan dess anslutning till gemenskapen. Därmed utökades också antalet mandat i parlamentet, från 410 till 434.
Den partigrupp som vann mest på valet var Socialistgruppen. Även de konservativa och kommunisterna kunde glädjas över ett tillskott av ledamöter. Efter valet kvarstod socialdemokraterna som den allra största partigruppen i Europaparlamentet, men tätt följd av den konservativa gruppen. Valets förlorare var främst liberalerna och euroskeptikerna.

## Bakgrund
Den 1 januari 1981 anslöt Grekland Europeiska gemenskaperna. Detta var den första utvidgningen sedan det första direkta valet till Europaparlamentet 1979. 
Grekland tilldelades 24 mandat, men för att inte de redan anslutna medlemsstaterna skulle förlora mandat, utökades parlamentet istället med Greklands mandat. Således blev det totala antalet mandat 434 istället för tidigare 410.
Till en början utsåg Greklands nationella parlament landets ledamöter till parlamentet. Detta var dock enbart en tillfällig lösning, och eftersom landet hade anslutit mitt i en mandatperiod hölls extrainsatta val till Europaparlamentet i landet. 

## Valrörelsen

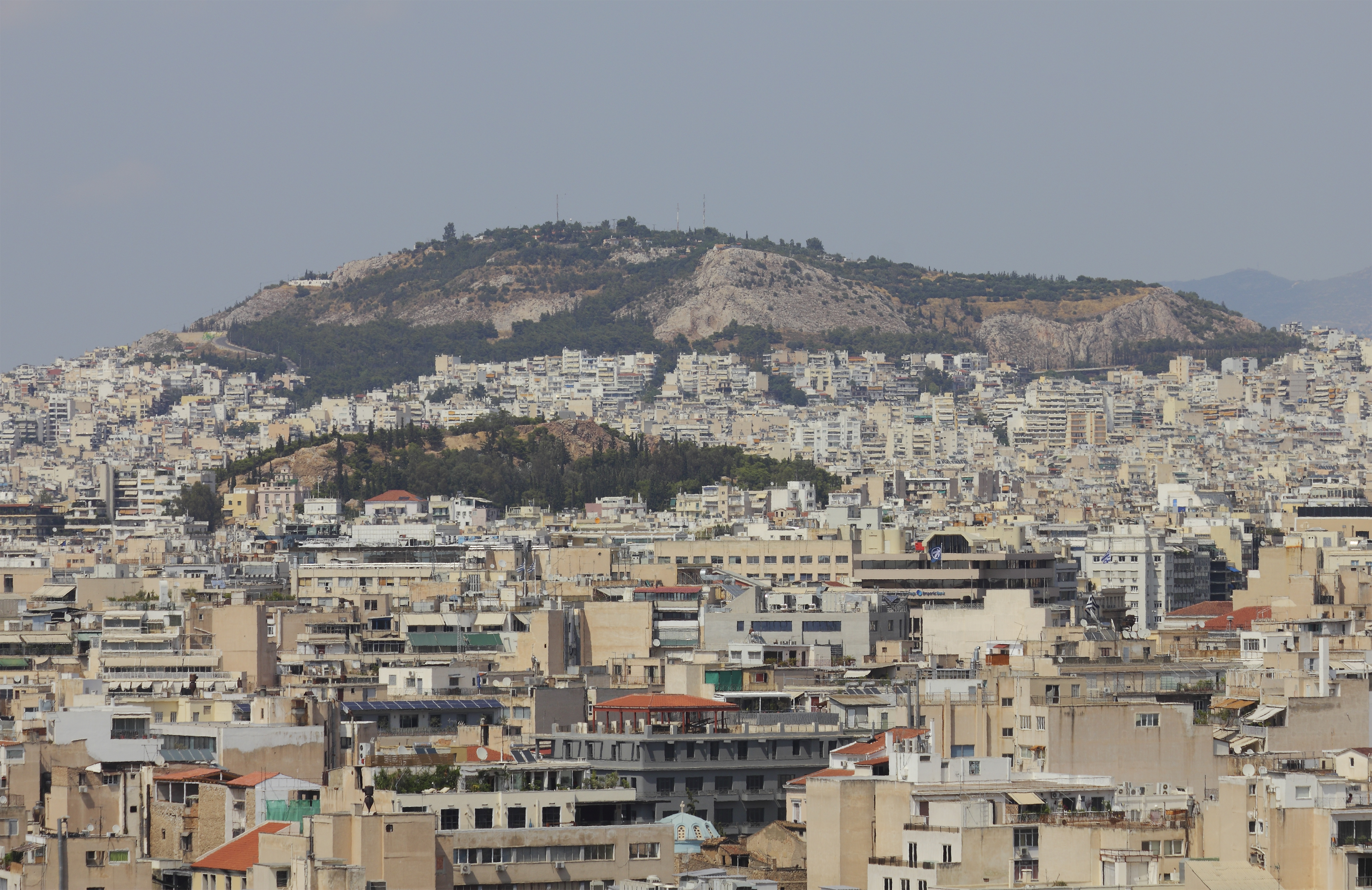
Grekland höll även nationella val.

Valdagen, den 18 oktober 1981, inföll samtidigt som valet till Greklands eget nationella parlament. Därför var fokus under valrörelsen främst på det valet, och inte på det europeiska parlamentsvalet. Valdeltagandet var betydligt mycket högre än vad det hade varit i valet 1979. Detta kan dels ha berott på att valet sammanföll med det nationella parlamentsvalet, dels därför att grekerna generellt har ett högre valdeltagande jämfört med flera av de andra EG-länderna. Dessutom tillämpades obligatoriskt valdeltagande, även om det inte fanns några påföljder för de som inte röstade. Totalt deltog 78,6 % av de röstberättigade, vilket kan jämföras med de genomsnittliga 63,0 % som deltog i valet 1979.
Valresultatet liknade till stor del resultatet i det nationella parlamentsvalet. Socialisterna, PASOK, gick kraftigt framåt, medan Ny demokrati förlorade mandat.

## Valet

### Valdeltagandet
| GR     | EG     |  |  |  |  |  |  |  |  |  |  |  |  |
| ------ | ------ |  |  |  |  |  |  |  |  |  |  |  |  |
| 78,6 % | 78,6 % |  |  |  |  |  |  |  |  |  |  |  |  |

### Valresultatet
|                    | Stat     | EPP          | SOC          | LD         | CDI        | COM         | EPD        | ED          | NI        | Mandat      |        |
| ------------------ | -------- | ------------ | ------------ | ---------- | ---------- | ----------- | ---------- | ----------- | --------- | ----------- | ------ |
| Grekland           | Grekland | 8            | 11           | 0 -        | 0 -        | 4           | 1          | 0 -         | 0 -       | 24 5,5 %    | 78,6 % |
| Europeiska unionen | EG-9     | 107          | 113          | 40         | 11         | 44          | 22         | 64          | 9         | 410 94,5 %  | 63,0 % |
| Europeiska unionen | EG       | 115 (26,5 %) | 124 (28,6 %) | 40 (9,2 %) | 11 (2,5 %) | 48 (11,1 %) | 23 (5,1 %) | 64 (14,7 %) | 9 (2,1 %) | 434 100,0 % | 63,6 % |

## Efterspel

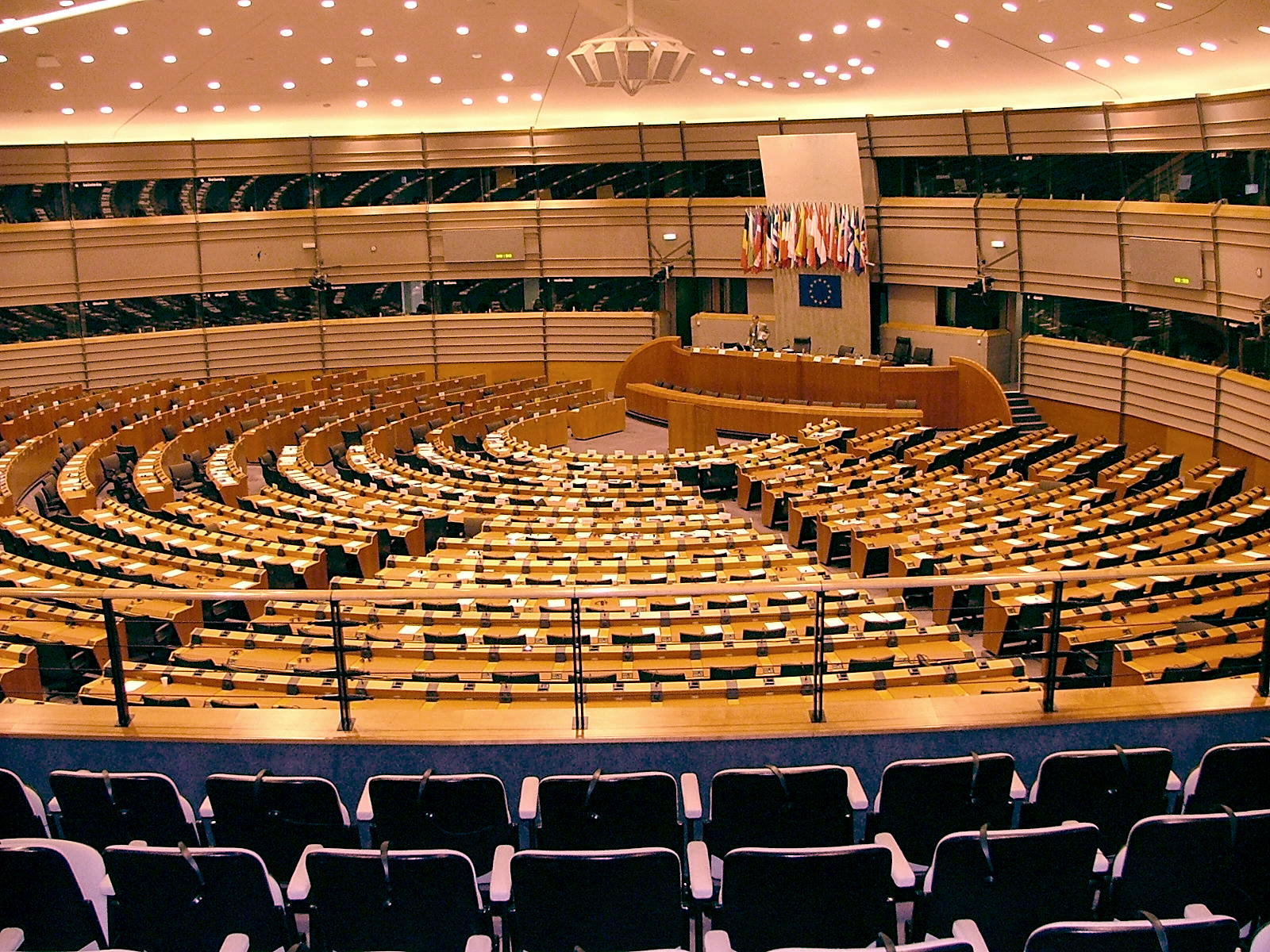
Valet hade ingen större betydelse för parlamentets politik.

Valets stora vinnare var socialisterna. PASOK fick totalt tio mandat, vilket bidrog till att ytterligare stärka Socialistgruppens position som parlamentets största partigrupp. Både i Europaparlamentsvalet och i det nationella valet förlorade Ny demokrati stöd jämfört med tidigare. I parlamentsvalet förlorade partiet 57 av sina 172 mandat.
Även kommunisterna och de högerextrema fick tillskott av ledamöter. Största förlorare var liberalerna och Europademokraterna, som inte fick något tillskott av ledamöter alls.
Valets påverkan på europeisk politik var dock begränsad, jämfört med valet 1979 då hela Europaparlamentet valdes. Eftersom Grekland endast utgjorde ungefär 5,5 % av parlamentets totala storlek, var valets betydelse rätt liten. Det var av desto större symbolisk betydelse, eftersom även Greklands ledamöter nu var folkvalda - och inte utsedda av det nationella parlamentet.